# Karim Benzema
Karim Mostafa Benzema ([árabe: / كريم بنزيما /; pronunciación en francés: /ka.ʁim bɛn.ze.ma/]; Lyon, 19 de diciembre de 1987) es un futbolista francés de ascendencia argelina que juega como delantero en el Al-Ittihad Jeddah Club de la Liga Profesional Saudí.
Fue internacional absoluto con la selección de Francia desde 2007 hasta 2022, de la cual ganó el Campeonato de Europa Sub-17 de la UEFA de 2004 e hizo su debut absoluto con Francia el 22 de agosto de 2009 a los 19 años, entrando por Thierry Henry en el minuto 85 vs. Eslovaquia y su equipo ganó 1-0 con un gol del ya mencionado. Se ha consagrado campeón de la Liga de Naciones en 2021. Es el jugador francés de la historia con más goles en categorías absolutas como profesional tras superar en 2022 a Thierry Henry, y antes a Roger Courtois y Michel Platini. En esa misma temporada se convirtió en el jugador francés con más goles oficiales anotados para un mismo club —311 con el Real Madrid—, superando el registro datado en 1952 por el ya mencionado Roger Courtois, quien marcó 281 con el Football Club Sochaux-Montbéliard; y el primero a nivel absoluto de clubes con 377.
Iniciado como profesional en el Olympique de Lyon, contribuyó a vencer tres títulos de la Ligue 1. En 2008, fue nombrado «Jugador del Año» de la liga y en el «Equipo del Año» habiendo terminado como máximo goleador y ganando su cuarto título de liga y su primera Copa de Francia. En 2009 fue el traspaso récord del fútbol galo al recalar en el Real Madrid por valor de 35 millones de euros. Después de competir para establecerse en su temporada de debut, finalmente logró una tasa constante de goles con el club y, en particular, pasó a formar parte de un trío altamente calificado junto a Cristiano Ronaldo y Gareth Bale, apodado «BBC», que fueron parte integral de un período en el que el Real Madrid ganó cuatro títulos de la Liga de Campeones entre 2014 y 2018.
Tras la salida de Ronaldo en 2018, Benzema pasó de la posición de «falso 9» a un único delantero. Su prominencia con los madrileños aumentó significativamente, siendo incluido en el «Equipo de la Temporada» del Campeonato de Liga 2018-19, 2019-20, 2020-21 y 2021-22; así como su «Mejor Jugador» en 2019-20 y 2021-22, año en el que también fue «pichichi». Como capitán del equipo, sus notables actuaciones, las más altas de su carrera durante la victoria del Real Madrid en la Liga de Campeones 2021-22, han sido aclamadas como una de las mejores campañas individuales en la historia de la competición, además de ganar el premio al máximo goleador y jugador de la temporada. Ha ganado 25 trofeos con «los blancos» entre los que destacan cuatro títulos de Liga, dos de Copa y cinco de Liga de Campeones.
Nombrado mejor jugador francés de 2011, 2012, 2014 y 2021, Benzema ha recibido múltiples reconocimientos por su enorme calidad futbolística, siendo nominado en diez ocasiones al Balón de Oro, siendo el ganador de este galardón en el año 2022, y ostenta uno de los mejores registros goleadores de la Liga de Campeones de la UEFA, donde es su cuarto máximo goleador histórico —y máximo goleador francés de la competición—, y uno de los que menos partidos necesitó para anotar 30 goles. Es por ello considerado por especialistas y exfutbolistas como uno de los mejores delanteros franceses de la historia y señalado como uno de los mejores delanteros de su generación.
En junio de 2023, Karim Benzema después de 14 años  en el Real Madrid ficha por el Al-Ittihad saudí.

## Trayectoria

### Inicios y explosión temprana en Lyon
Benzema se inició en la Association Sportive Des Buers Villeurbanne antes de ingresar en el Sporting Club Bron de su barrio natal, Le Terraillon (Bron), localizado a las afueras de Lyon y al que se siente muy ligado. Su actuación con el equipo formativo llamó la atención de los ojeadores del Olympique de Lyon, ante el que anotó dos goles, y a la edad de 9 años se incorporó a la Olympique Lyonnais Academy. Benzema rápidamente ascendió en las filas del club, donde consiguió anotar 38 goles en una temporada con el equipo sub-16 y 12 goles en 14 partidos con el equipo sub-18. Por ello, Benzema fue convocado por el entrenador del primer equipo Paul Le Guen. Benzema, al igual que todos los juveniles que ascienden al primer equipo, tuvo que presentarse ante sus nuevos compañeros en el vestuario y, ante las risas de los veteranos, exclamó: «No os riais, ¡he venido para quitaros el puesto!».
Su debut oficial en liga tuvo lugar el 15 de enero de 2005 ante el Football Club de Metz, entrando como sustituto en el minuto 77, duelo que ganó el Lyon por dos a cero y en el que Benzema asistió en el segundo gol a Bryan Bergougnoux. Días después de su debut, firmó su primer contrato profesional con el Olympique por tres años. En las dos temporadas siguientes la presencia de Benzema fue más limitada, pues disputó un total de 34 partidos y anotó seis goles, incluyendo su primer gol oficial en liga el 4 de marzo de 2006 en una victoria ante el Athletic Club Ajaccien y su primer gol en Liga de Campeones, también con victoria, ante el Rosenborg Ballklub el 5 de diciembre de 2005 en el Stade Gerland.

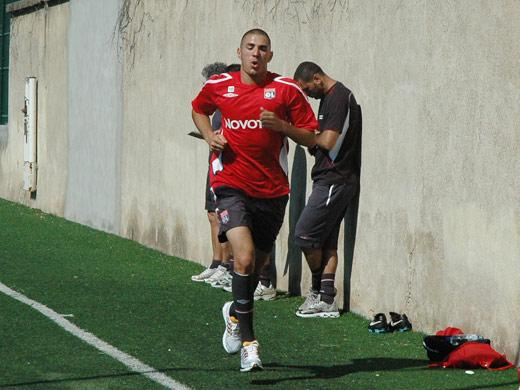
Benzema durante un entrenamiento con el Olympique Lyonnais.

En la temporada 2007-08, y tras la salida de jugadores como Florent Malouda, John Carew y Sylvain Wiltord, Benzema recibió el dorsal 10 y se asentó como delantero titular del equipo con el entrenador Alain Perrin. En esa temporada anotó 31 goles en 51 partidos. Acabó la campaña con 20 goles en la Ligue 1 —máximo goleador—, cuatro en la Liga de Campeones de la UEFA, uno en la Copa de la Liga y seis en la Copa de Francia, ayudando al Lyon a conseguir el primer doblete de la historia del club. Entre sus actuaciones más importantes destacan el triplete que anotó al Metz el 15 de septiembre de 2007, el gol de falta directa que supuso el empate en el último minuto en el derbi del Ródano ante el Saint-Étienne y el gol que logró ante el Racing Club de Lens, que fue elegido el mejor gol de la temporada por los aficionados, quienes le comenzaron a apodar como Karim "The Dream".
En la Liga de Campeones, Benzema marcó un doblete frente al Rangers en Ibrox Park en la última jornada de la fase de grupos. El 0-3 logrado en Escocia aseguró al Lyon su pase a octavos de final. En esa ronda su rival fue el Manchester United y Benzema continuó con su tendencia goleadora, anotando el único gol de su equipo y establecer el empate a un gol. En el partido de vuelta, el United certificó su pase al ganar 1-0 en Old Trafford. Pese a ello, al término del partido Alex Ferguson y los jugadores destacaron la actuación de Benzema. De hecho, el presidente del club francés, Jean-Michel Aulas, criticó a Ferguson por acercarse al entorno del jugador para lograr un eventual traspaso.
El 13 de marzo de 2008, Benzema amplió su contrato con el Lyon hasta 2013, con la posibilidad de ampliarlo un año más. Tras este nuevo contrato, el delantero franco-argelino se convirtió en uno de los futbolistas mejor pagados del fútbol francés. Al finalizar la temporada fue elegido Jugador del año en la Ligue 1, apareció en el equipo ideal de dicha liga y consiguió el trofeo al máximo goleador del campeonato (Trophée du Meilleur Buteur) con 20 goles. También fue incluido por la revista France Football en la lista para el Balón de Oro 2008, que fue obtenido finalmente por Cristiano Ronaldo.
Benzema tuvo un gran comienzo en la temporada 2008-09 anotando dos goles en el partido inaugural de la Ligue 1 ante el Toulouse. En las siguientes tres jornadas marcó en los duelos de Ródano-Alpes contra el Grenoble y Saint-Étienne, así como contra el Niza, al transformar un penalti en la recta final del partido. El Lyon ganó todos esos partidos y, a consecuencia de su prolongada racha goleadora, el presidente del club Jean-Michel Aulas optó por fijar un precio de salida de 100 millones de euros para aplacar los numerosos rumores sobre el interés de los grandes clubes europeos. En esa temporada apareció en la portada de la edición francesa del videojuego FIFA 09 junto a Franck Ribéry.
El delantero anotó su séptimo gol en liga el 29 de octubre de 2008 ante el Sochaux y volvió a marcar en la siguiente jornada frente al Le Mans. Finalizó la fase de grupos de la Liga de Campeones entre los máximos goleadores con cinco goles; dos contra el Steaua de Bucarest, dos goles en los dos partidos que jugó contra la Fiorentina y otro frente al campeón del grupo, el Bayern Múnich, en la última jornada.
Sin embargo, tras el parón invernal, Benzema alternó varias etapas de sequía goleadora que coincidieron con las primeras derrotas del Lyon en el campeonato y que, finalmente, le costaron al equipo lionés perder opciones para pelear su octavo título consecutivo, quedando así su récord en siete ligas seguidas. Benzema logró su undécimo gol de la temporada frente al Niza en una victoria por 3–1 en Gerland. Dos jornadas después volvió a marcar frente al Nancy el que fue su duodécimo tanto. A partir de ese momento, Benzema y el Lyon sufrieron una crisis de resultados, pues perdieron cuatro encuentros, empataron tres y ganaron sólo dos, mientras que Benzema marcó dos goles en ese período, ambos en la victoria 3–1 ante el Le Mans. El título de liga fue finalmente conseguido por el Girondins de Burdeos.
Pese a ello, Benzema logró finalizar la temporada liguera con 17 goles, lo que le colocó como el segundo máximo goleador de ese campeonato —título compartido con el delantero del Paris Saint-Germain Guillaume Hoarau— sólo superado por André-Pierre Gignac, del Toulouse, con 24 goles. En sus cinco temporadas en el club francés disputó 112 partidos de liga y anotó 43 goles.

### Consagración mundial en Madrid

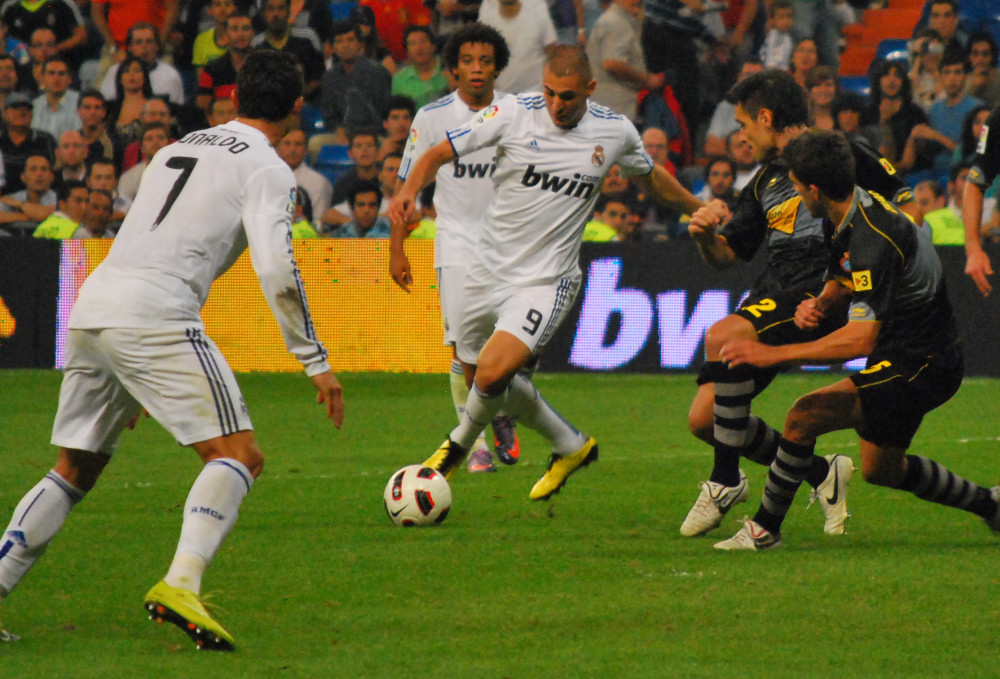
Karim Benzema antes de anotar un gol ante el Real Club Deportivo Espanyol.

El 1 de julio de 2009, se anunció que el Lyon había alcanzado un acuerdo con el Real Madrid Club de Fútbol para el traspaso de Benzema. El montante total fue de 35 millones de euros según la prensa, más la posibilidad de abonar seis adicionales por objetivos logrados. El 9 de julio, Benzema pasó el reconocimiento médico y firmó su contrato de seis años de duración. Más tarde, ese mismo día, Benzema fue presentado como nuevo jugador del Real Madrid en el Estadio Santiago Bernabéu, en una presentación que congregó a 16.000 personas.
Benzema hizo su debut en el Real Madrid el 20 de julio de 2009 durante un partido de pretemporada frente al Shamrock Rovers, encuentro en el que marcó su primer gol con el Real Madrid y el único del partido. El 24 de agosto, Benzema anotó dos goles más frente al Rosenborg durante el torneo amistoso Trofeo Santiago Bernabéu. Finalmente, Benzema consiguió marcar un total de 5 goles en la pretemporada, lo que le convirtió en el máximo goleador junto con Raúl.
El jugador francés debutó con el Real Madrid en partido oficial el 29 de agosto frente al Deportivo de La Coruña, en el primer partido de liga. Su primer gol lo logró el 20 de septiembre en el estadio Santiago Bernabéu frente al Xerez Club Deportivo. El 30 de enero de 2010, Benzema logró su primer doblete con el Real Madrid en liga, en el partido disputado en el Estadio de Riazor contra el Deportivo. Tras una primera temporada marcada por su irregularidad, Benzema marcó ocho goles en liga tras disputar 27 partidos.
Con la llegada de José Mourinho al Real en la temporada 2010/11, el técnico luso aseguró que uno de sus principales retos era «recuperar» a Benzema. Durante la pretemporada del equipo, Mourinho mantuvo especial atención con el jugador, al que reprendió en varios momentos de los entrenamientos su actitud e intentó incrementar su motivación. Igualmente, el técnico se mostró especialmente comprensivo con el delantero en uno de los entrenamientos tras regresar Benzema de su citación judicial por el caso de proxenetismo de menores.
El 21 de septiembre de 2010, Benzema anotó su primer gol de la temporada en una victoria sobre el RCD Español por 3-0.
El 8 de diciembre de 2010 anotó su primer triplete en el Real Madrid contra el AJ Auxerre francés en la Liga de Campeones, uno con la cabeza, otro con la pierna izquierda y otro con la pierna derecha.
El 22 de diciembre de 2010 marcó su segundo triplete en el Santiago Bernabéu en el encuentro de octavos de final de Copa del Rey frente al Levante, firmando tres de los ocho goles de su equipo.
El futbolista francés comenzó 2011 con una racha de once goles en diecisésis partidos oficiales con el Real Madrid. Durante el mes de marzo Benzema anotó siete goles en cuatro encuentros frente al Málaga CF, Racing de Santander, Hércules CF y Olympique de Lyon, su exequipo, al que logró marcar un gol en cada uno de los dos partidos de eliminatoria de Liga de Campeones. El 19 de marzo anotó el primer gol de su equipo en el derbi que enfrentaba al Real con el Atlético de Madrid en el estadio Vicente Calderón (1-2).

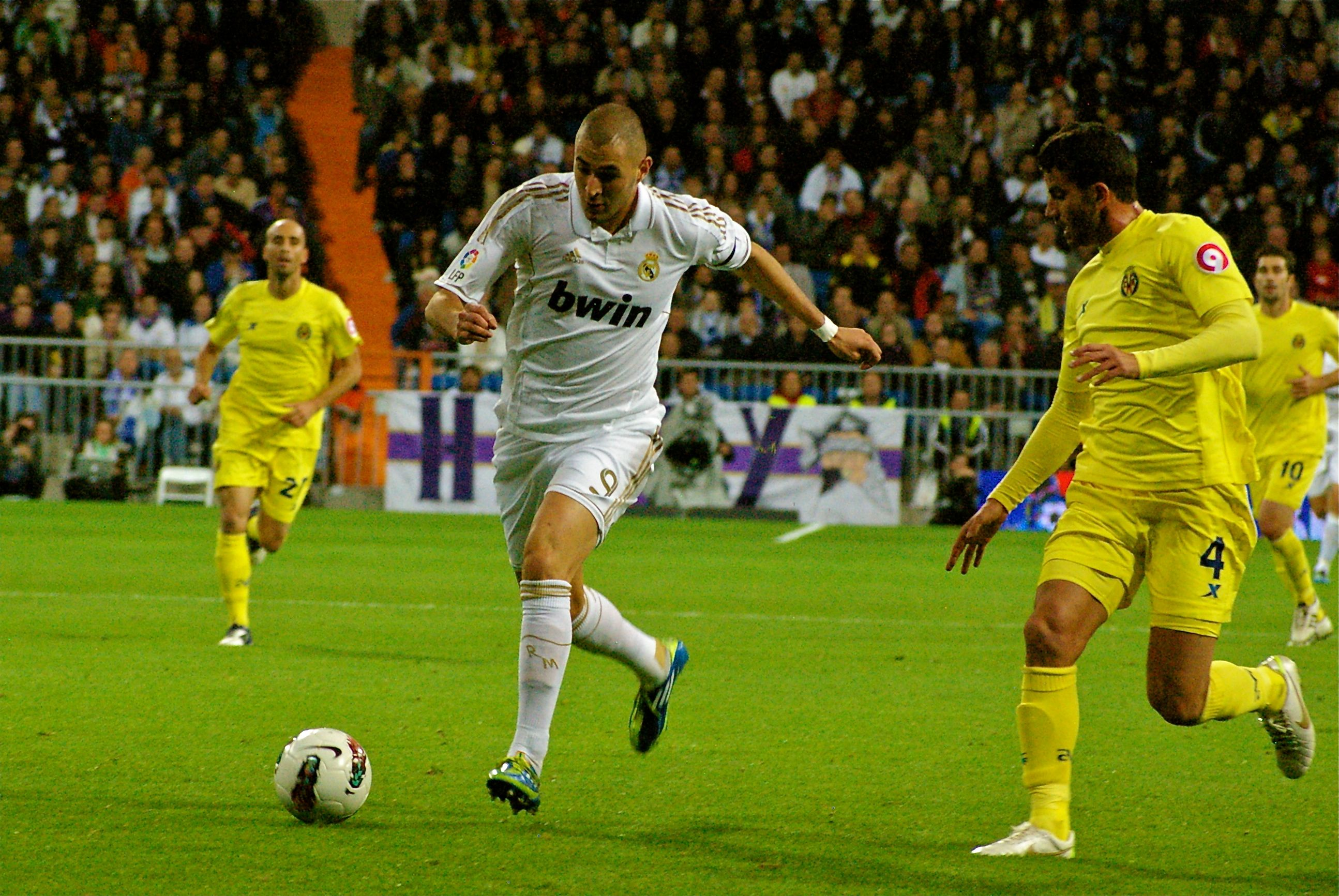
Benzema en un partido contra el Villarreal Club de Fútbol.

Terminaría la temporada con un total de 26 goles en todas las competiciones, firmando su mejor temporada en el Real Madrid, ganando esta temporada la Copa del Rey en el Estadio de Mestalla en Valencia ante el FC Barcelona con el marcado favorable de 1-0. El gol fue de su compañero Cristiano Ronaldo.
El delantero francés completó una gran pretemporada con el Real Madrid, marcando ocho goles en siete encuentros. En el primer partido de liga en el Santiago Bernabéu marcó un gol en el 4-2 ante el Getafe. En Liga de Campeones, Benzema anotó un gol ante el Ajax, Olympique de Lyon y un doblete al Dinamo Zagreb.
Benzema anotó el gol más rápido en la historia del clásico español (Real Madrid - Barcelona) a los 22 segundos de haber comenzado el partido. El clásico se volvería a repetir un mes más tarde en los cuartos de final de la Copa de S.M El Rey, Benzema que se había mostrado decisivo en la fase anterior ante el Málaga C.F., marcó el 2-2 en el Camp Nou entrando como suplente e igualando la eliminatoria, que finalmente se decantaría del lado del F. C. Barcelona gracias a un gol postrero de Lionel Messi.
Su gran progresión conforme pasan los partidos hace que le gane el pulso a Gonzalo Higuaín por el puesto del "9". El 21 de febrero sufre una lesión en el abductor derecho producto de un remate en el encuentro en el Estadio Olímpico Luzhniki correspondiente a la ida de octavos de final de la UEFA Champions League frente al CSKA Moscú que lo aleja 2 semanas de las canchas y se cae de la convocatoria con su selección para el partido amistoso frente a la selección Alemana. El día 10 de marzo, vuelve a pisar un terreno de juego, en el partido correspondiente a la vigésimo sexta jornada de la Liga BBVA, frente al Real Betis Balompié
El 14 de marzo de 2012, Benzema ingresó en los últimos 10 minutos de juego frente al CSKA Moscú. A los 30 segundos de su ingreso mete 1 de los 4 goles frente al CSKA Moscú.
El 31 de marzo de 2012, Benzema firma un bello gol ante el C. A. Osasuna, emulando al histórico delantero Marco van Basten.
Terminaría la temporada con 21 goles en la Liga BBVA y 32 goles en todas las competiciones, firmando la mejor temporada de su carrera como goleador y superando el récord goleador en una temporada de su ídolo, Ronaldo, con el Real Madrid, ganando precisamente esa liga con la mayor puntuación registrada (100 puntos) junto al Barça dirigido por Tito Vilanova.
En la primera jornada de la UEFA Champions League, Benzema anotó el gol del empate contra el Manchester City en la victoria por 3-2 en el Santiago Bernabéu. El 4 de octubre, anotó un gol de chilena fuera un centro medido de Kaká en la victoria por 4-1 ante el Ajax en Ámsterdam.
El 18 de diciembre, un día antes de su cumpleaños número 25, su buena forma lo hizo ganar el premio al mejor futbolista francés de 2012, por segundo año consecutivo.

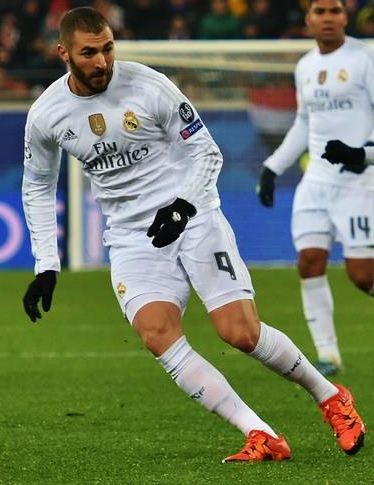
Benzema durante un partido de Liga de Campeones en 2015.

El 2 de marzo de 2013, Benzema abrió el marcador ante el Barcelona en el partido de la Liga BBVA en el Santiago Bernabéu. Real pasó a ganar el juego 2-1, la segunda vez que venció en Barcelona en una semana. El 30 de abril, Benzema anotó un gol y asistió a Sergio Ramos contra el Borussia Dortmund.
Comenzó la temporada anotando el primer gol en la victoria por 2-1 sobre el Real Betis Balompié en el Santiago Bernabéu, siendo sustituido después por Álvaro Morata. Volvió a marcar el gol de la victoria una semana después ante el Granada CF. Después de 4 partidos sin marcar (2 con Real Madrid y 2 con Francia), anotó dos veces en una victoria 6-1 sobre el Galatasaray en la Liga de Campeones de la UEFA. El 18 de enero de 2014, Benzema anotó su gol número 100 con el Madrid en la victoria por 5-0 ante el Betis. El 23 de marzo, Benzema anotó dos goles contra el Barcelona en el Santiago Bernabéu a partir de dos centros de Ángel Di María, llevando su cuenta goleadora en la Liga a 17 anotaciones. Sin embargo, el Real Madrid perdió el Clásico en casa con un resultado de 4-3.
El 12 de abril de 2014, en el encuentro de Liga contra la Unión Deportiva Almería, se convirtió en el jugador francés con más partidos oficiales en el Real Madrid Club de Fútbol, récord que hasta ese momento era propiedad de Zinedine Zidane con 227.
Benzema fue titular en la final de la Copa del Rey de 2014, el 16 de abril, en el Estadio Mestalla, y asistió el primer gol de Di María en la victoria por 2-1. Una semana más tarde, marcó el único gol del partido para ganar el partido de ida de las semifinales de la Liga de Campeones contra el Bayern Múnich. Más tarde, acabaría ganando dicha competición contra el Atlético de Madrid en la prórroga de la final.
El 6 de agosto de 2014, el Real Madrid anunció que Benzema había firmado un nuevo contrato de cinco años que lo mantendrá en el club hasta 2019. El 12 de agosto, Karim jugó los 90 minutos en la victoria por 2-0 ante el Sevilla Fútbol Club en Cardiff para vencer la Supercopa de Europa. También ganó el Copa Mundial de Clubes de la FIFA en Marruecos contra San Lorenzo de Almagro ganando el Real Madrid 2-0.
El 28 de mayo de 2016, ganó de nuevo la Liga de Campeones tras imponerse el Real Madrid otra vez a su rival madrileño, esta vez en la tanda de penaltis, y el 3 de junio de 2017, repitió triunfo en la máxima competición continental a nivel de clubes ganando a la Juventus F. C. por un contundente 1-4. En este último año también conquistó la Primera División de España por segunda vez en su carrera.
Karim comenzó la temporada con la victoria del conjunto blanco en la Supercopa de Europa 2016 contra el Sevilla Fútbol Club con un marcador favorable de 3-2 el día 9 de agosto de 2016. También conquistó el Mundialito de Clubes 2016 disputado en Japón ganando al Kashima Antlers por 4-2. Él hizo una muy buena contribución a su equipo para la consecución del título, marcando un gol en las semifinales contra el Club América y otro en la final. También conquistó la Primera División de España por segunda vez en su carrera, marcando 11 goles y dando 5 asistencias y la UEFA Champions League, ganando en la final el 3 de junio de 2017 a la Juventus F. C. por un contundente 1-4, consiguiendo por primera vez su equipo en el formato actual repetir campeonato.

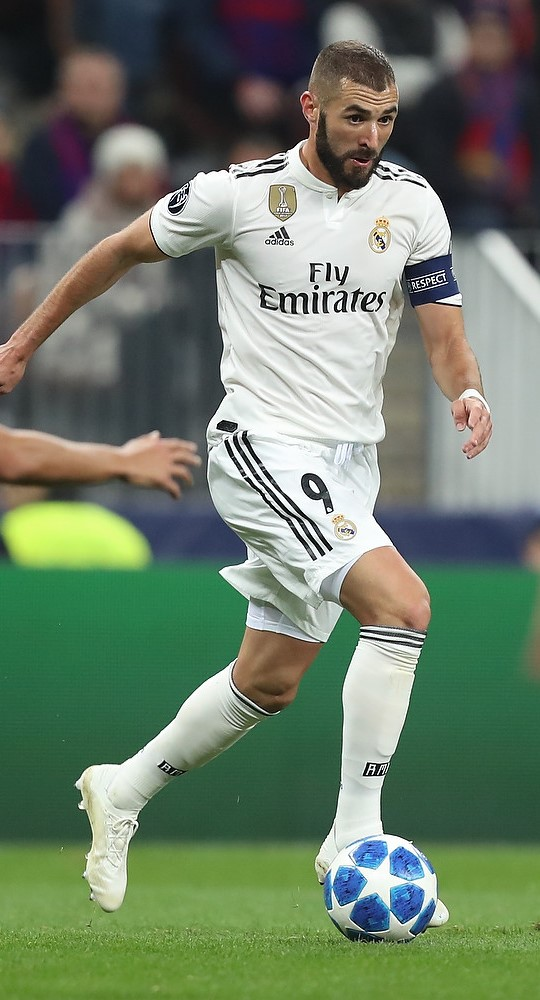
Benzema durante un partido de Liga de Campeones en 2018.

La temporada comenzó el 8 de agosto de 2017 con la Supercopa de Europa 2017 frente al Manchester United, ganándola por 2-1. Después se jugó la Supercopa de España 2017 frente al FC Barcelona. El 13 de agosto se jugó la ida con victoria en el Camp Nou 1-3 y en la vuelta, una victoria de 2-0 en el Santiago Bernabéu con una gran actuación suya, marcando el 2-0 y dejando un 5-1 en el global, ganando este trofeo. Añadió también a su palmarés el Mundialito de Clubes de 2017 en Emiratos Árabes Unidos en la final frente al Grêmio de Porto Alegre 1-0 el 16 de diciembre.
Aquella temporada, fue una de las más bajas de Benzema en su carrera, siendo criticado por fallar ocasiones de gol claras y mostrando un nivel bajísimo tanto en Primera División de España como en la Liga de Campeones, además de ser uno de los jugadores respaldados por el técnico Zinedine Zidane, también criticado por esta decisión, ya que incluyó a Benzema como un jugador inamobible de la alineación titular.
Uno de sus partidos más recordados en esta temporada, fue en la vuelta de los cuartos de final de la Copa del Rey, ante el Club Deportivo Leganés, el 24 de enero de 2018, donde anotó tras no anotar desde el 25 de noviembre de 2017 en un encuentro de liga ante el Málaga Club de Fútbol. Sin embargo, el equipo merengue quedaría eliminado por la regla del gol de visitante, al ganar 1-0 en la ida de visitante y al perder 1-2 en el Estadio Santiago Bernabéu, siendo considerado un hecho vergonzoso para el club.
Benzema no anotaría hasta la victoria por 5-3 ante el Real Betis Balompié, en condición de visitante, en la jornada 24 de la Liga, el 18 de febrero, y volvió a anotar en la jornada siguiente, ante el Deportivo Alavés, de penalti en el minuto 89.
Luego, volvió a tener actuaciones discretas en la Liga y en la liga de Campeones, siendo titular pese a sus bajas actuaciones, hasta que el 1 de mayo, jugó la vuelta de la semifinal de la Liga de Campeones ante el Bayern Múnich, con el que llevaba ventaja al ganar 2-1 en Múnich, con goles de Marcelo y Marco Asensio, donde Benzema solo jugó los últimos 23 minutos. Sin embargo tras la lesión de Isco y la suplencia de Gareth Bale, permitieron a Benzema ser titular ante los bávaros, donde en el minuto 11 tras ir perdiendo 1-0, anotó el empate parcial de cabeza, tras pase de Marcelo. Luego tras un error del portero alemán Sven Ulreich, aprovechó para anotar el 2-1 parcial, sin embargo en el minuto 63 James Rodríguez anotó el empate, y en el minuto 72, Karim fue reemplazado por Gareth Bale, y el Real Madrid terminó clasificando a la final pese al empate 2-2.
En el 6 de mayo fue titular en El Clásico disputado en el Camp Nou, y logró firmar una buena actuación tras una asistencia a Cristiano Ronaldo para el primer gol de «los merengues». Disputó los 90 minutos y en el empate 2-2 final. El 26 de mayo volvió a ser titular, esta vez en la final de la Liga de Campeones ante el Liverpool Football Club, ratificándose en el minuto 51 donde tras un mal saque de Loris Karius, anotó el 1-0 momentáneo. Finalmente, y tras el empate de Sadio Mané, su compañero Gareth Bale anotó en dos ocasiones para la victoria final que dio al club su decimotercer título en la máxima competición continental. Benzema jugó hasta el minuto 89 antes de ser reemplazado por Marco Asensio.
La siguiente temporada supuso un punto de inflexión en el club, con la marcha de Cristiano Ronaldo —su goleador histórico con 450 goles—, y en un irregular desempeño del equipo, el año de Benzema fue de sus mejores a nivel individual, marcando 30 goles, 22 de ellos en Liga, pero el club no pudo ganar ninguno de los tres títulos importantes. Solo pudo ganar el Mundial de Clubes frente al Al Ain y perdió la final de la Supercopa de la UEFA frente al Club Atlético de Madrid en la prórroga, donde marcó un gol a pase de Gareth Bale. Su progresión anotadora e influencia en el equipo pasó a ser la referente.
Vencedor de la Supercopa de España 2020 en Arabia Saudí ante el Atlético de Madrid, el equipo logró encadenar veinte partidos consecutivos sin perder que le colocaron líder del campeonato liguero, con Benzema como uno de los pilares. Tras la reanudación del campeonato por su suspensión temporal debido a una pandemia global vírica, y tras la pérdida momentánea del liderato, el equipo encadenó una nueva racha de diez victorias en los partidos que le quedaban por disputar y logró finalizar como campeón.
Fue antesala de la última temporada de Zidane como entrenador, en la que nuevamente Benzema llegó a la treintena de goles. El equipo fue criticado por una falta de efectividad colectiva, de la que únicamente hacía gala Benzema. Pese a ello, fueron errores del equipo en momentos puntuales de la temporada los que les privaron de revalidar el título liguero, finalmente a dos puntos del campeón. Sus grandes actuaciones le llevaron a renovar su contrato con el club hasta 2023, como uno de sus jugadores históricos y tras caer en semifinales de la Liga de Campeones.
Su influencia obtuvo mayor relevancia en la temporada 2021-22. En ella, su registro de goles aumentó más allá de los 40 goles, superó los 200 totales en el campeonato, y superó a leyendas del club como Carlos Alonso Santillana, primero, y Raúl González después, para situarse como tercer máximo goleador histórico del club con 323 goles. En cómputos generales fue su mejor temporada de blanco, y la Liga de Campeones en donde sus actuaciones resultaron no sólo determinantes, sino históricas. Autor del gol mil del club en la competición, y memorables partidos ante París Saint-Germain Football Club, Chelsea Football Club, y Manchester City Football Club en la fase eliminatoria, le llevaron a recibir loas y elogios de prensa y rivales, además de ser señalado como principal favorito para ser galardonado con el Balón de Oro, el cual finalmente ganaría en la edición 2022. Hat-tricks, un penalti a lo Panenka, y remontadas inverosímiles fueron parte del repertorio que exhibió en la temporada como líder del equipo. Ayudado en ataque por un reconvertido e inspiradísimo Vinícius Júnior, autor del gol clave en la final de la Liga de Campeones frente al Liverpool Football Club, el club logró su decimocuarto título de la competición, para firmar un nuevo doblete internacional en la temporada tras el campeonato de liga logrado semanas atrás. Fue designado como el mejor jugador de la temporada por la UEFA, y por el diario Marca (por delante de sus compañeros Thibaut Courtois y Vinícius Júnior). Su vínculo con Real Madrid terminaría finalizada la temporada 2022-2023 aunque teniendo opciones de renovación por ser galardonado como Balón de Oro y/o por interés del club, finalmente el 4 de junio el club anunciaría que Benzema se iría en calidad de agente libre después de catorce temporadas en las cuales conquisto 25 títulos siendo así con Marcelo hasta esa fecha, los más ganadores en la historia del club.

### Al Ittihad
El 6 de junio de 2023, el Al Ittihad de Arabia Saudita anunció la contratación de Benzema con un contrato de 2 años, el 15 de mayo de 2025 Benzema se consagro campeón de la Liga Profesional Saudí.

## Selección nacional

### Categorías inferiores
En 2004 formó parte del combinado nacional que ganó la Campeonato Europeo Sub-17 de la UEFA 2004, la primera que consiguió Francia en su historia en dicha categoría. En el torneo, que se disputó en Francia, Benzema anotó un gol ante Irlanda del Norte en la fase de grupos. Más tarde, el delantero fue convocado con la selección sub-18 para disputar la edición de 2005 de la UEFA Meridian Cup, en la que Benzema disputó los cuatro partidos y marcó cinco goles que ayudaron a su selección a ganar el torneo. En la temporada 2005/06 jugó con la selección sub-19 ocho partidos en los que marcó cuatro goles antes de ser convocado con el equipo sub-21, pero no lograron clasificarse para la Eurocopa sub-21 de 2007.
Antes de ser convocado por la selección absoluta de Francia, Benzema fue convocado por la Fédération Algérienne de Football en diciembre de 2006, pero el delantero rechazó la propuesta declarando que «Argelia es el país de mis padres y lo llevo en el corazón, pero deportivamente sólo quiero jugar con Francia».

### Selección absoluta

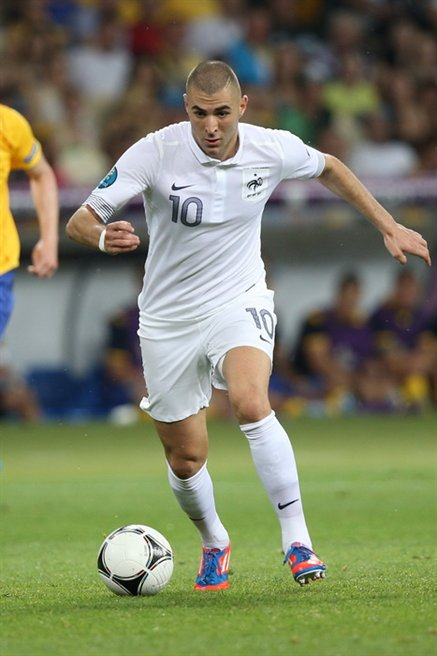
Benzema en la Euro 2012 en un partido contra la selección sueca.

El 28 de marzo de 2007, el delantero del Olympique fue convocado por primera vez con les bleus para disputar un partido frente a Austria, en el que logró su primer gol con la selección y el único gol del partido que les dio la victoria. Sus dos siguientes goles los anotó ante las Islas Feroe en el partido que Francia ganó por 0-6.
Benzema fue incluido en la convocatoria de la selección francesa que disputó la Eurocopa 2008 pero no pudo anotar ningún gol en los dos partidos de los tres que disputó Francia antes de caer eliminada en la fase de grupos.
Dos años después, Benzema no fue convocado por Raymond Domenech para disputar el Mundial de Sudáfrica de 2010, quien aseguró que su ausencia se debió a su pobre primera temporada en el Real Madrid C. F. y no por su presunta participación en el escándalo sexual descubierto dos meses antes de la cita mundialista.
Tras el fracaso de la selección francesa en el Mundial de 2010 y que se saldó con la destitución de Domenech, Laurent Blanc fue presentado como nuevo seleccionador y aseguró que Benzema era uno de los «jugadores clave para el equipo». Después de comenzar la fase de clasificación para la Eurocopa 2012 perdiendo ante Bielorrusia en París, Benzema anotó el primer gol del segundo partido de Francia, disputado en Sarajevo ante Bosnia y Herzegovina, y que fue la primera victoria oficial de Blanc como seleccionador.
Benzemá es convocado para la fase final de la Eurocopa 2012 que se disputó en Polonia y Ucrania. Francia se ubica en el grupo D. El primer partido de la fase de grupos lo disputa contra la selección de Inglaterra, quedando como resultado un empate 1-1. La segunda jornada Francia derrota a una de las anfitrionas, Ucrania con el marcador de 2-0. Finalmente, Francia pierde su último partido de la fase de grupos contra Suecia por 2-0. Francia clasifica como segunda de grupo con 4 puntos.
En cuartos de final la selección gala es derrotada por España por 2-0. Karim Benzemá no anotó ningún gol en la competición, pero si dio 2 asistencias de gol.
El 13 de mayo de 2014, el entrenador de la selección francesa Didier Deschamps incluyó a Benzema la lista final de 23 jugadores que representarán a Francia en la Copa Mundial de 2014, finalizando el torneo con tres goles en cinco partidos y finalizando su equipo como cuartofinalista. El 11 de diciembre de 2015 Karim Benzema fue apartado de la selección por el «caso Valbuena» hasta que el juez decidiera su resolución. Desde entonces el jugador no volvió a ser convocado con su selección, pese a transcurrir más de cuatro años de estudio del caso. Su veto en la selección, pese a asegurar desde la Federación que nada tenía que ver con ello cuando el caso se encontraba en su momento más controvertido, sino por cuestiones deportivas del entrenador Deschamps, posteriormente confirmaron que no volvería a ser seleccionado. El confirmado veto y/o exclusión le negó la opción de acudir a la Eurocopa 2016, donde el jugador esperaba poder participar y regresar a ser internacional, y además imposibilitó cualquier tipo de reconciliación con Valbuena.
Finalmente el 18 de mayo de 2021 y tras 6 años de ausencia, volvió a la selección nacional para disputar la Eurocopa 2020. Su regreso competitivo se produjo el 2 de junio, fallando un penalti en un amistoso ante Gales. Su debut con Francia en la Eurocopa se dio ante Alemania en un partido que su selección ganó por 1-0, después jugó ante Hungría en un encuentro que terminó 1-1 en donde Benzema dio la asistencia al gol de su equipo y después jugó ante Portugal en donde Benzema marcó los dos goles de su equipo para el empate final 2-2. Su selección avanzó a octavos como líder de grupo con cinco puntos en la siguiente fase se enfrentaron ante Suiza, Benzema marcó dos goles para el empate 3-3, sin embargo, en la tanda de penales su selección perdió 4-5 quedándose fuera de la Eurocopa en octavos de final.
El 10 de octubre del mismo año, se coronó campeón de la Liga de las Naciones de la UEFA 2020-21, anotando dos goles, uno en la victoria por 3-2 ante Bélgica y otro en la victoria final por 2-1 ante España, ganando así su primer título con la Selección Adulta.
Durante un entrenamiento grupal con su selección, se lesionó el cuádriceps del muslo izquierdo, por el que estará 3 meses fueras de las canchas y se pierde la Copa del Mundo de 2022 A pesar de esto, no fue reemplazado por otro jugador en la plantilla presentada para Mundial 2022, con Didier Deschamps asegurando que no lo sacaría del equipo. Debido a esto, su nombre siguió figurando como parte de los 26 convocados y está presente en todos los registros de estadísticas en la página web de la FIFA.
Tras no poder participar en la Copa del Mundo de Catar 2022, el 19 de diciembre de 2022, anunció en su cuenta de Twitter que deja la selección de Francia, tras 15 años defendiendo la divisa azul.

## Estadísticas
Para un completo resumen estadístico y desglose de las mismas, véase Estadísticas de Karim Benzema

### Clubes
Actualizado al último partido jugado el 30 de mayo de 2025.
| Club                                  | Div.          | Temporada     | Liga  | Liga  | Liga   | Copas nacionales | Copas nacionales | Copas nacionales | Copas internacionales | Copas internacionales | Copas internacionales | Total | Total | Total  | Media goleadora |
| Club                                  | Div.          | Temporada     | Part. | Goles | Asist. | Part.            | Goles            | Asist.           | Part.                 | Goles                 | Asist.                | Part. | Goles | Asist. | Media goleadora |
| ------------------------------------- | ------------- | ------------- | ----- | ----- | ------ | ---------------- | ---------------- | ---------------- | --------------------- | --------------------- | --------------------- | ----- | ----- | ------ | --------------- |
| Olympique Lyonnais II Francia         | 4.ª           | 2004-05       | 11    | 10    | 1      | —                | —                | —                | —                     | —                     | —                     | 11    | 10    | 1      | 0.91            |
| Olympique Lyonnais II Francia         | 4.ª           | 2005-06       | 9     | 5     | 1      | —                | —                | —                | —                     | —                     | —                     | 9     | 5     | 1      | 0.56            |
| Olympique Lyonnais II Francia         | Total club    | Total club    | 20    | 15    | 2      | 0                | 0                | 0                | 0                     | 0                     | 0                     | 20    | 15    | 2      | 0.75            |
| Olympique de Lyon Francia             | 1.ª           | 2004-05       | 6     | 0     | 1      | 0                | 0                | 0                | 0                     | 0                     | 0                     | 6     | 0     | 1      | 0.00            |
| Olympique de Lyon Francia             | 1.ª           | 2005-06       | 13    | 1     | 4      | 2                | 2                | 1                | 1                     | 1                     | 0                     | 16    | 4     | 5      | 0.25            |
| Olympique de Lyon Francia             | 1.ª           | 2006-07       | 21    | 5     | 5      | 3                | 1                | 0                | 3                     | 2                     | 0                     | 27    | 8     | 5      | 0.30            |
| Olympique de Lyon Francia             | 1.ª           | 2007-08       | 36    | 20    | 9      | 9                | 7                | 0                | 7                     | 4                     | 1                     | 52    | 31    | 10     | 0.60            |
| Olympique de Lyon Francia             | 1.ª           | 2008-09       | 36    | 17    | 4      | 3                | 1                | 0                | 8                     | 5                     | 2                     | 47    | 23    | 6      | 0.49            |
| Olympique de Lyon Francia             | Total club    | Total club    | 112   | 43    | 23     | 17               | 11               | 1                | 19                    | 12                    | 3                     | 148   | 66    | 27     | 0.45            |
| Real Madrid C. F. · España            | 1.ª           | 2009-10       | 27    | 8     | 5      | 1                | 0                | 0                | 5                     | 1                     | 1                     | 33    | 9     | 6      | 0.27            |
| Real Madrid C. F. · España            | 1.ª           | 2010-11       | 33    | 15    | 6      | 7                | 5                | 2                | 8                     | 6                     | 1                     | 48    | 26    | 9      | 0.54            |
| Real Madrid C. F. · España            | 1.ª           | 2011-12       | 34    | 21    | 11     | 7                | 4                | 3                | 11                    | 7                     | 5                     | 52    | 32    | 19     | 0.62            |
| Real Madrid C. F. · España            | 1.ª           | 2012-13       | 30    | 11    | 13     | 10               | 4                | 3                | 10                    | 5                     | 5                     | 50    | 20    | 21     | 0.40            |
| Real Madrid C. F. · España            | 1.ª           | 2013-14       | 35    | 17    | 10     | 6                | 2                | 1                | 11                    | 5                     | 5                     | 52    | 24    | 16     | 0.46            |
| Real Madrid C. F. · España            | 1.ª           | 2014-15       | 29    | 15    | 11     | 5                | 0                | 1                | 12                    | 7                     | 3                     | 46    | 22    | 15     | 0.48            |
| Real Madrid C. F. · España            | 1.ª           | 2015-16       | 27    | 24    | 8      | 0                | 0                | 0                | 9                     | 4                     | 0                     | 36    | 28    | 8      | 0.78            |
| Real Madrid C. F. · España            | 1.ª           | 2016-17       | 29    | 11    | 5      | 3                | 1                | 1                | 16                    | 7                     | 2                     | 48    | 19    | 8      | 0.40            |
| Real Madrid C. F. · España            | 1.ª           | 2017-18       | 32    | 5     | 11     | 3                | 2                | 0                | 12                    | 5                     | 0                     | 47    | 12    | 11     | 0.26            |
| Real Madrid C. F. · España            | 1.ª           | 2018-19       | 36    | 21    | 7      | 6                | 4                | 1                | 11                    | 5                     | 3                     | 53    | 30    | 11     | 0.57            |
| Real Madrid C. F. · España            | 1.ª           | 2019-20       | 37    | 21    | 8      | 3                | 1                | 1                | 8                     | 5                     | 2                     | 48    | 27    | 11     | 0.56            |
| Real Madrid C. F. · España            | 1.ª           | 2020-21       | 34    | 23    | 9      | 2                | 1                | 0                | 10                    | 6                     | 0                     | 46    | 30    | 9      | 0.65            |
| Real Madrid C. F. · España            | 1.ª           | 2021-22       | 32    | 27    | 12     | 2                | 2                | 1                | 12                    | 15                    | 2                     | 46    | 44    | 15     | 0.96            |
| Real Madrid C. F. · España            | 1.ª           | 2022-23       | 24    | 19    | 3      | 7                | 6                | 1                | 12                    | 6                     | 2                     | 43    | 31    | 6      | 0.72            |
| Real Madrid C. F. · España            | Total club    | Total club    | 439   | 238   | 119    | 62               | 32               | 15               | 147                   | 84                    | 31                    | 648   | 354   | 165    | 0.55            |
| Al-Ittihad Jeddah Club Arabia Saudita | 1.ª           | 2023-24       | 21    | 9     | 7      | 3                | 2                | 0                | 9                     | 5                     | 2                     | 33    | 16    | 9      | 0.48            |
| Al-Ittihad Jeddah Club Arabia Saudita | 1.ª           | 2024-25       | 29    | 21    | 9      | 4                | 4                | 0                | —                     | —                     | —                     | 33    | 25    | 9      | 0.76            |
| Al-Ittihad Jeddah Club Arabia Saudita | Total club    | Total club    | 50    | 30    | 16     | 7                | 6                | 0                | 9                     | 5                     | 2                     | 66    | 41    | 18     | 0.62            |
| Total carrera                         | Total carrera | Total carrera | 621   | 326   | 160    | 86               | 49               | 16               | 175                   | 101                   | 36                    | 882   | 476   | 212    | 0.54            |
| 1. 2. 3. 4.                           |               |               |       |       |        |                  |                  |                  |                       |                       |                       |       |       |        |                 |

### Selecciones
Datos actualizados a fin de carrera deportiva.

| Selección | Año   | Amistosos | Amistosos | Amistosos | Eliminatorias | Eliminatorias | Eliminatorias | Continental | Continental | Continental | Mundial     | Mundial     | Mundial     | Total | Total | Total  | Media goleadora |
| Selección | Año   | Part.     | Goles     | Asist.    | Part.         | Goles         | Asist.        | Part.       | Goles       | Asist.      | Part.       | Goles       | Asist.      | Part. | Goles | Asist. | Media goleadora |
| Francia   | 2007  | 3         | 1         | –         | 5             | 2             | 2             | Inexistente | Inexistente | Inexistente | Inexistente | Inexistente | Inexistente | 8     | 3     | 2      | 0.37            |
| Francia   | 2008  | 6         | 2         | –         | 3             | –             | –             | 2           | –           | –           | Inexistente | Inexistente | Inexistente | 11    | 2     | 0      | 0.18            |
| Francia   | 2009  | 3         | 1         | –         | 5             | 2             | –             | Inexistente | Inexistente | Inexistente | Inexistente | Inexistente | Inexistente | 8     | 3     | 0      | 0.37            |
| Francia   | 2010  | 2         | 1         | –         | 3             | 2             | –             | Inexistente | Inexistente | Inexistente | –           | –           | –           | 5     | 3     | 0      | 0.60            |
| Francia   | 2011  | 6         | 1         | 2         | 4             | 1             | 2             | Inexistente | Inexistente | Inexistente | Inexistente | Inexistente | Inexistente | 10    | 2     | 4      | 0.20            |
| Francia   | 2012  | 5         | 2         | 2         | 3             | –             | 2             | 4           | –           | 2           | Inexistente | Inexistente | Inexistente | 12    | 2     | 6      | 0.16            |
| Francia   | 2013  | 4         | 1         | –         | 6             | 2             | –             | Inexistente | Inexistente | Inexistente | Inexistente | Inexistente | Inexistente | 10    | 3     | 0      | 0.30            |
| Francia   | 2014  | 8         | 4         | 3         | –             | –             | –             | Inexistente | Inexistente | Inexistente | 5           | 3           | 2           | 13    | 7     | 5      | 0.53            |
| Francia   | 2015  | 4         | 2         | 1         | –             | –             | –             | Inexistente | Inexistente | Inexistente | Inexistente | Inexistente | Inexistente | 4     | 2     | 1      | 0.50            |
| Francia   | 2021  | 2         | –         | 1         | 5             | 3             | 1             | 6           | 6           | –           | Inexistente | Inexistente | Inexistente | 13    | 9     | 2      | 0.69            |
| Francia   | 2022  | –         | –         | –         | –             | –             | –             | 3           | 1           | –           | Inexistente | Inexistente | Inexistente | 3     | 1     | 0      | 0.33            |
| Total     | Total | 43        | 15        | 9         | 34            | 12            | 7             | 15          | 7           | 2           | 5           | 3           | 2           | 97    | 37    | 20     | 0.38            |
| 1. 2.     |       |           |           |           |               |               |               |             |             |             |             |             |             |       |       |        |                 |

### Resumen estadístico
| Competición           | Partido | Goles | Promedio | Asistencias | Promedio | Goles y asistencias | Promedio |
| --------------------- | ------- | ----- | -------- | ----------- | -------- | ------------------- | -------- |
| Ligas nacionales      | 621     | 326   | 0.52     | 160         | 0.26     | 486                 | 0.78     |
| Copas nacionales      | 86      | 49    | 0.57     | 16          | 0.19     | 65                  | 0.76     |
| Copas internacionales | 175     | 101   | 0.58     | 36          | 0.21     | 137                 | 0.78     |
| Selección absoluta    | 97      | 37    | 0.38     | 20          | 0.21     | 57                  | 0.59     |
| Total                 | 979     | 513   | 0.52     | 232         | 0.24     | 745                 | 0.76     |

### Hat-tricks
| 1  | 19 de mayo de 2005       | Stade de Beaublanc, Limoges               | Francia Sub-18 - Eslovaquia Sub-18       |  | 4 - 1  | Amistoso                              |
| 2  | 15 de septiembre de 2007 | Stade Saint-Symphorien, Metz              | Metz - Olympique de Lyon                 |  | 1 - 5  | Ligue 1 2007-08                       |
| 3  | 6 de enero de 2008       | Stade Dominique Duvauchelle, Créteil      | US Créteil-Lusitanos - Olympique de Lyon |  | 0 - 4  | Copa de Francia 2007-08               |
| 4  | 8 de diciembre de 2010   | Estadio Santiago Bernabéu, Madrid         | Real Madrid - AJ Auxerre                 |  | 4 - 0  | Liga de Campeones de la UEFA 2010-11  |
| 5  | 22 de diciembre de 2010  | Estadio Santiago Bernabéu, Madrid         | Real Madrid - Levante                    |  | 8 - 0  | Copa del Rey 2010-11                  |
| 6  | 8 de diciembre de 2015   | Estadio Santiago Bernabéu, Madrid         | Real Madrid - Malmö FF                   |  | 8 - 0  | Liga de Campeones de la UEFA 2015-16  |
| 7  | 20 de diciembre de 2015  | Estadio Santiago Bernabéu, Madrid         | Real Madrid - Rayo Vallecano             |  | 10 - 2 | Primera División de España 2015-16    |
| 8  | 21 de abril de 2019      | Estadio Santiago Bernabéu, Madrid         | Real Madrid - Athletic Club              |  | 3 - 0  | Primera División de España 2018-19    |
| 9  | 12 de septiembre de 2021 | Estadio Santiago Bernabéu, Madrid         | Real Madrid - Celta de Vigo              |  | 5 - 2  | Primera División de España 2021-22    |
| 10 | 9 de marzo de 2022       | Estadio Santiago Bernabéu, Madrid         | Real Madrid - París Saint-Germain        |  | 3 - 1  | Liga de Campeones de la UEFA 2021-22  |
| 11 | 6 de abril de 2022       | Stamford Bridge, Londres                  | Chelsea - Real Madrid                    |  | 1 - 3  | Liga de Campeones de la UEFA 2021-22  |
| 12 | 2 de abril de 2023       | Estadio Santiago Bernabéu, Madrid         | Real Madrid - Real Valladolid            |  | 6 - 0  | Primera División de España 2022-23    |
| 13 | 5 de abril de 2023       | Camp Nou, Barcelona                       | Barcelona - Real Madrid                  |  | 0 - 4  | Copa del Rey 2022-23 Semifinal Vuelta |
| 14 | 29 de abril de 2023      | Estadio Santiago Bernabéu, Madrid         | Real Madrid - Almería                    |  | 4 - 2  | Primera División de España 2022-23    |
| 15 | 10 de noviembre de 2023  | Estadio Príncipe Abdullah al-Faisal, Yeda | Al-Ittihad - Abha Club                   |  | 4 - 2  | Liga Profesional Saudí 2023-24        |

## Vida privada
Benzema nació y creció en una familia numerosa junto a sus ocho hermanos y su padre en Bron, cerca de Lyon. Como musulmán practicante, observa el ayuno durante el mes sagrado islámico de Ramadán. Su abuelo, Da Lakehal Benzema, vivió en la localidad argelina de Tighzert en Cabilia, situada al norte de Beni Djellil, antes de emigrar a Lyon en la década de 1950.
El 3 de febrero de 2014, Karim Benzema se convierte en el padre de una niña llamada Melia de su esposa Chloé Launey. El 5 de mayo de 2017, llegó a ser padre de nuevo con el nacimiento de su hijo Ibrahim de su compañera, Cora Gauthier.
El 21 de abril de 2010 Benzema fue acusado de mantener relaciones sexuales con Zahia Dehar, una prostituta francesa de origen magrebí, cuando ésta tenía 16 años en 2008. Este caso de proxenetismo descubierto por la Brigada de Lucha contra el Proxenetismo (BRP) implicó, días antes y en primer lugar, a Franck Ribéry, y las investigaciones iban dirigidas a comprobar si los futbolistas conocían la condición de menor de la prostituta en el momento de los hechos. Sin embargo, Zahia aseguró días más tarde que mintió a los futbolistas -también estaban implicados los internacionales Sidney Govou y Hatem Ben Arfa- acerca de su edad en el momento en que los conoció. Ribéry y Govou fueron llamados a declarar ante la Justicia francesa. La mañana del 20 de julio, Benzema y Ribéry fueron llamados a declarar bajo arresto en la Brigada de Lucha contra el Proxenetismo de París sobre su relación con el 'caso Zahia'. Tras declarar durante cerca de siete horas, el juez de instrucción liberó a Benzema, Ribéry y al cuñado del jugador del Bayern Múnich, que también había sido llamado a declarar.
En noviembre de 2015 fue vinculado a un caso de extorsión en contra del futbolista francés Mathieu Valbuena. Benzema fue detenido en Francia por su supuesta participación en un chantaje contra su compañero de la selección, a quien le pidió que pagara una suma de dinero a cambio de no hacer público un video sexual donde este -Valbuena- aparece. El 4 de diciembre trasciende que será vetado por la Federación Francesa de Fútbol de la selección nacional, hasta que se aclare su situación legal sobre este escándalo. El largo proceso dictaminó en 2017 la resolución favorable de un recurso interpuesto por el jugador en contra del litigio, debiendo continuar el proceso en el tribunal inicial. La resolución dictaminó una multa de 75 000 euros y un año de prisión suspendida que sus abogados recurrirán.
El 6 de diciembre de 2006, contó a RMC sobre su posible selección para la selección argelina: "Es el país de mis padres, está en mi corazón. Pero bueno después de hacer deporte, es cierto que jugaré en la selección francesa. Estaré siempre presente para la selección francesa. Luego es más por el lado deportivo, porque Argelia es mi país, de aquí vienen mis padres. Después, Francia...Es más deportivo, eso es todo ". Benzema recibió algunas críticas por estos comentarios, así como por su renuncia a cantar el himno nacional francés, "La Marsellesa", antes de cada partido con la selección nacional.
En octubre de 2023 fue acusado por el Gobierno de Francia por tener vínculos con la organización Hermanos Musulmanes.

## Palmarés y distinciones
Benzema es el máximo goleador francés en la historia del Real Madrid Club de Fútbol, y segundo en el global, además de serlo también en la Primera División de España y en la historia del «clásico» ante el Fútbol Club Barcelona. En dichos encuentros anotó el gol más rápido de su historia a los 22 segundos de partido, registro que también consiguió para el club madrileño en sus participaciones en la Liga de Campeones de la UEFA a los 83 segundos de partido, hasta ser superado por un gol de Gareth Bale a los 55 segundos en 2016.
En la citada competición europea es el cuarto máximo goleador histórico, y primero francés, con un mejor registro que su compatriota Thierry Henry.
Es el futbolista más laureado en la historia de su país, y también es uno de los diez futbolistas con más títulos en la historia del fútbol, tanto a nivel internacional como a nivel oficial, con 17 títulos internacionales de 38 títulos oficiales.

### Títulos nacionales
| Título                    | Club                   | Año  |
| ------------------------- | ---------------------- | ---- |
| Ligue 1                   | Olympique de Lyon      | 2005 |
| Supercopa de Francia      | Olympique de Lyon      | 2005 |
| Ligue 1                   | Olympique de Lyon      | 2006 |
| Supercopa de Francia      | Olympique de Lyon      | 2006 |
| Ligue 1                   | Olympique de Lyon      | 2007 |
| Supercopa de Francia      | Olympique de Lyon      | 2007 |
| Ligue 1                   | Olympique de Lyon      | 2008 |
| Copa de Francia           | Olympique de Lyon      | 2008 |
| Copa del Rey              | Real Madrid C. F.      | 2011 |
| Campeonato de Liga        | Real Madrid C. F.      | 2012 |
| Supercopa de España       | Real Madrid C. F.      | 2012 |
| Copa del Rey              | Real Madrid C. F.      | 2014 |
| Campeonato de Liga        | Real Madrid C. F.      | 2017 |
| Supercopa de España       | Real Madrid C. F.      | 2017 |
| Supercopa de España       | Real Madrid C. F.      | 2020 |
| Campeonato de Liga        | Real Madrid C. F.      | 2020 |
| Supercopa de España       | Real Madrid C. F.      | 2022 |
| Campeonato de Liga        | Real Madrid C. F.      | 2022 |
| Copa del Rey              | Real Madrid C. F.      | 2023 |
| Liga Profesional Saudi    | Al-Ittihad Jeddah Club | 2025 |
| Copa del Rey de Campeones | Al-Ittihad Jeddah Club | 2025 |

### Títulos internacionales
Nota *: incluyendo la selección.
| Título              | Equipo *                      | Año  |
| ------------------- | ----------------------------- | ---- |
| Europeo (sub-17)    | Selección de Francia (sub-17) | 2004 |
| Meridian Cup        | Selección de Francia (sub-18) | 2005 |
| Liga de Naciones    | Selección de Francia          | 2021 |
|                     |                               |      |
| Liga de Campeones   | Real Madrid C. F.             | 2014 |
| Supercopa de Europa | Real Madrid C. F.             | 2014 |
| Mundial de Clubes   | Real Madrid C. F.             | 2014 |
| Liga de Campeones   | Real Madrid C. F.             | 2016 |
| Supercopa de Europa | Real Madrid C. F.             | 2016 |
| Mundial de Clubes   | Real Madrid C. F.             | 2016 |
| Liga de Campeones   | Real Madrid C. F.             | 2017 |
| Supercopa de Europa | Real Madrid C. F.             | 2017 |
| Mundial de Clubes   | Real Madrid C. F.             | 2017 |
| Liga de Campeones   | Real Madrid C. F.             | 2018 |
| Mundial de Clubes   | Real Madrid C. F.             | 2018 |
| Liga de Campeones   | Real Madrid C. F.             | 2022 |
| Supercopa de Europa | Real Madrid C. F.             | 2022 |
| Mundial de Clubes   | Real Madrid C. F.             | 2022 |

### Distinciones individuales
| Distinción                                                                        | Año                                                                        |
| --------------------------------------------------------------------------------- | -------------------------------------------------------------------------- |
| Máximo goleador de la Meridian Cup                                                | 2005                                                                       |
| Revelación del año France Football                                                | 2006                                                                       |
| Trofeo Bravo                                                                      | 2008                                                                       |
| Jugador del Mes de la Ligue 1                                                     | 2008 (x2)                                                                  |
| Máximo goleador de la Ligue 1 (20 goles)                                          | 2007-08                                                                    |
| Máximo goleador de la Copa de Francia (6 goles)                                   | 2007-08                                                                    |
| Jugador del Año de la Ligue 1                                                     | 2008                                                                       |
| Equipo del Año de la Ligue 1                                                      | 2008                                                                       |
| Estrella France Football                                                          | 2008                                                                       |
| León de Oro al mejor deportista del Lyon                                          | 2007, 2008                                                                 |
| Mejor Jugador de la Copa de la Paz                                                | 2007                                                                       |
| Bota de bronce de la Copa de la Paz                                               | 2007                                                                       |
| Nominado al Balón de Oro/FIFA Balón de Oro                                        | 2008, 2009, 2011, 2012, 2014, 2015, 2017, 2018, 2019, 2021 (4.º)           |
| Nominado al FIFA/FIFPro World XI                                                  | 2009, 2011, 2012, 2014, 2015, 2016, 2017, 2018, 2019, 2020, 2021, 2022     |
| Jugador francés del año                                                           | 2007 (3.º), 2008 (2.º), 2011, 2012, 2014, 2017 (3.º), 2021                 |
| Máximo asistente de la Liga de Campeones de la UEFA (5 asistencias)               | 2012                                                                       |
| MOTM contra Suiza y Honduras en Copa Mundial de Fútbol de 2014                    | 2014                                                                       |
| Premios La Liga Mejor jugador del mes                                             | 2014 (octubre), 2020 (junio), 2021(marzo), 2021 (septiembre), 2022 (abril) |
| Nominado UNFP al mejor mejor jugador Francés en el extranjero                     | 2016, 2017, 2018, 2019, 2021, 2022                                         |
| Duodécimo mejor jugador de la historia del fútbol francés según la revista SOFOOT | 2016                                                                       |
| Jugador de la temporada del Real Madrid                                           | 2016, 2019, 2020, 2022                                                     |
| Premio UNFP al mejor mejor jugador Francés en el extranjero                       | 2019, 2021, 2022, 2023                                                     |
| MVP de La Liga                                                                    | 2019-20, 2021-22                                                           |
| Trofeo Alfredo Di Stéfano                                                         | 2019-20, 2020-22                                                           |
| Mejor jugador de la afición de LaLiga                                             | 2019-20, 2020-21, 2021-22                                                  |
| Equipo ideal del año L'Équipe                                                     | 2020, 2021                                                                 |
| Once de Oro                                                                       | 2021, 2022                                                                 |
| Equipo ideal de la Liga de Campeones de la UEFA                                   | 2020-21, 2021-22                                                           |
| Equipo ideal del ESM                                                              | 2020-21, 2021-22                                                           |
| MVP del partido contra Portugal al Eurocopa 2020                                  | 2021                                                                       |
| Bota de bronce del Eurocopa 2020                                                  | 2021                                                                       |
| Bota de bronce del Final Four de la Liga de Naciones                              | 2021                                                                       |
| MVP de la final de la Liga de las Naciones                                        | 2021                                                                       |
| Mejor gol del Final Four de la Liga de Naciones                                   | 2021                                                                       |
| Premio As del Deporte                                                             | 2021                                                                       |
| 4.º Mejor Jugador The Best FIFA                                                   | 2021                                                                       |
| Máximo goleador de la Supercopa de España de fútbol (2 goles)                     | 2021-22, 2022-23                                                           |
| Premio Asociación de la Prensa Deportiva de Madrid (APDM)                         | 2022                                                                       |
| Trofeo Pichichi (27 goles)                                                        | 2021-22                                                                    |
| Máximo goleador de la Liga de Campeones de la UEFA (15 goles)                     | 2021-22                                                                    |
| Mejor jugador de la Liga de Campeones de la UEFA                                  | 2021-22                                                                    |
| Mejor gol de la Liga de Campeones de la UEFA                                      | 2021-22                                                                    |
| Jugador del Año de la UEFA                                                        | 2021-22                                                                    |
| Balón de Oro                                                                      | 2022                                                                       |
| 3.º Mejor Jugador The Best FIFA                                                   | 2022                                                                       |
| Equipo del año FIFA/FIFPro World XI                                               | 2022                                                                       |
| Equipo ideal de la temporada de LaLiga                                            | 2018-19, 2019-20, 2020-21, 2021-22, 2022-23                                |
| Marca Leyenda                                                                     | 2023                                                                       |
| Mejor jugador de la Liga Profesional Saudi                                        | 2025                                                                       |
| Mejor jugador de la final de la Copa del Rey de Campeones                         | 2025                                                                       |